# Дедлайн (фильм, 2009)
«Дедлайн» (англ. Deadline) — американский независимый психологический фильм ужасов режиссёра Шона Макконвилла. Картина повествует о жизни молодой писательницы, которая недавно пережила нервный срыв и решила уединиться в старом особняке, в поисках вдохновения. Премьера на DVD в Великобритании состоялась 5 октября 2009 года.

## Сюжет
Писательница по имени Элис ведет работу над очередным сценарием. Недавно она пережила нервный срыв. Теперь писательница хочет тишины и уединения, чтобы спокойно закончить работу. Элис решает отправиться в старый особняк, где, как она надеется, никто не будет её беспокоить. Поначалу все складывается просто замечательно. Вдохновение и покой приходят к писательнице и работа стремительно движется к завершению. Но вскоре дом наполняется странными звуками и видениями, от которых нигде невозможно укрыться…

## В ролях
- Бриттани Мёрфи — Элис Эванс
- Тора Бёрч — Люси Вудс
- Тэмми Бланчард — Ребекка
- Марк Блукас — Дэвид Вудс
- Клаудия Тролл — мать Дэвида
- Майкл Писцителли — Бен

## Саундтрек
Лейбл MovieScore Media выпустил саундтрек, написанный Карлосом Хосе Альваресом, 27 июля 2010 года. Альбом был посвящён памяти Бриттани Мёрфи.
Вся музыка написана Карлосом Хосе Альваресом.
| №                   | Название                         | Длительность |
| ------------------- | -------------------------------- | ------------ |
| 1.                  | «Main Titles»                    | 2:06         |
| 2.                  | «Lucy and David»                 | 1:10         |
| 3.                  | «Somebody Died Here»             | 3:05         |
| 4.                  | «The House»                      | 1:51         |
| 5.                  | «First Morning»                  | 1:07         |
| 6.                  | «Haunted Piano»                  | 0:51         |
| 7.                  | «Taking A Bath»                  | 1:13         |
| 8.                  | «An Attempt To Escape»           | 2:24         |
| 9.                  | «Medication»                     | 1:52         |
| 10.                 | «Transformation»                 | 2:27         |
| 11.                 | «What If Ben Finds Out»          | 1:33         |
| 12.                 | «But I Belong To You»            | 2:08         |
| 13.                 | «Miscarriage»                    | 2:21         |
| 14.                 | «The Drowning»                   | 5:00         |
| 15.                 | «The Burial»                     | 3:44         |
| 16.                 | «Following Lucy»                 | 1:03         |
| 17.                 | «Burial Site»                    | 4:02         |
| 18.                 | «Lucy Saves Alice»               | 2:16         |
| 19.                 | «Set Free»                       | 1:25         |
| 20.                 | «Deadline (Suite for Orchestra)» | 6:01         |
| Общая длительность: | Общая длительность:              | 44:99        |